# Kognitivisme
Kognitivisme er en teoretisk tilgang, der bruges til at studere forskellige kunstformer – og især publikums reaktion på fx film og litteratur – der i høj grad hviler på forskningsresultater fra kognitiv psykologi. Udgangspunktet for kognitivismen er den idé, at naturvidenskabelige indsigter er relevante for at forstå publikums interaktion eller engagement med medieformer som romaner eller tv-serier. I medievidenskabeligt regi er udgangspunktet for denne idé det, at mennesket er en del af naturens verden og at vi som sådan gør brug af de samme mentale mekanismer for at forstå den naturlige verden, som vi gør brug af, når vi skal forstå kunstværker med bevægelige billeder; dvs. film og tv. 
Kognitivismen slår sig således op på at være tværfaglig  eller interdisciplinær, fordi den beror på både humanistisk og naturvidenskabelig forskning. Visse kognitivister understreger, at den kognitive tilgang godt kan kobles med mere humanistiske teoretiske tilgange. I Danmark har især Torben Grodal stået for at fremme kognitivistiske idéer i forskningsverdenen. Indenfor de æstetiske fag har kognitivismen især vundet frem indenfor litteratur- og filmvidenskab, især på filmvidenskab på Københavns Universitet. Her bruges tilgangen til at undersøge, hvordan publikum forstår, hvad der foregår i fortællingen (fx på skærmen) og hvordan fortællinger kan skabe følelsesreaktioner i publikum.
Ofte bliver David Bordwell fremhævet som dén, der har fremmet kognitivismen med sin bog Narration in the Fiction Film fra 1985. I dag er tilgangen blevet så veletableret, at den også gennemgås i grundbøger i filmteori. 